# Stenomicra variegata
Stenomicra variegata är en tvåvingeart som först beskrevs av Papp 2006.  Stenomicra variegata ingår i släktet Stenomicra och familjen savflugor.
Artens utbredningsområde är Thailand. Inga underarter finns listade i Catalogue of Life.